# NGC 2311
NGC 2311 (również OCL 553) – gromada otwarta znajdująca się w gwiazdozbiorze Jednorożca. Jest położona w odległości ok. 7,5 tys. lat świetlnych od Słońca.
Odkrył ją William Herschel 4 marca 1783 roku; 26 listopada 1786 roku obserwował ją ponownie i skatalogował jako obiekt „mgławicowy”.